# Agent J (àlbum)
Agent J (Xinès tradicional: 特務J), novè àlbum de Jolin Tsai, fou llançat el 21 de setembre de 2007. És el segon àlbum que Jolin llançà amb la seua nova discogràfica, Capitol Records. El 8 de setembre de 2007 l'àlbum es filtrà a Internet. L'àlbum va debutar en el número u; i aconseguí la meitat de totes les vendes d'àlbums a Taiwan, en la setmana del seu debut. Agent J en fou el seu màxim èxit en els debuts. El 2 de novembre de 2007, Jolin rellançà l'àlbum amb deu vídeos musicals, quatre vídeos amb instruccions per a dançar, i una versió remixada de «Bravo Lover».

## Llista de cançons
1. Agent J (特務J; Te wu J)
2. Bravo Lover (愛無赦; Ai wu she)
3. Alone (一個人; Yi ge ren)B
4. Fear-Free (怕什麼; Pa shen mo)
5. Ideal State (桃花源; Tao hua yuan)
6. Prologue of Tacit Violence (冷·前言; Leng qian yan)
7. Tacit Violence (冷·暴力; Leng bao li)
8. Priceless (非賣品; Fei mai pin)
9. Metronome (節拍器; Jie pai qi)
10. Golden Triangle (金三角; Jin san jiao)
11. Sun Will Never Set (日不落; Ri bu luo)
12. Let's Move It